# ادوین لند
ادوین هربرت لند (به انگلیسی: Edwin Herbert Land) (زادروز ۷ می ۱۹۰۹- درگذشته ۱ مارچ ۱۹۹۱) دانشمند و مخترع آمریکایی بود که عمدهٔ شهرت وی برای اختراع و تولید دوربین‌های پولاروید و فیلتر پولارایزر ارزان قیمت است.